# Икинс, Джим
Джеймс Скотт «Джим» Икинс (англ. James Scott "Jim" Eakins; род. 24 мая 1946 года в Сакраменто, штат Калифорния, США) — американский профессиональный баскетболист, который играл в Американской баскетбольной ассоциации, отыгравший восемь из девяти сезонов её существования, к тому же ещё два сезона в Национальной баскетбольной ассоциации. Двукратный чемпион АБА в сезоне 1968/1969 годов в составе команды «Окленд Окс» и сезоне 1975/1976 годов в составе клуба «Нью-Йорк Нетс».

## Ранние годы
Джим Икинс родился 24 мая 1946 года в городе Сакраменто (штат Калифорния), там учился в средней школе Энсина, в которой играл за местную баскетбольную команду.

## Статистика

### Статистика в НБА
| Сезон                                                                                    | Команда     | Регулярный сезон | Регулярный сезон | Регулярный сезон | Регулярный сезон | Регулярный сезон | Регулярный сезон | Регулярный сезон | Регулярный сезон | Регулярный сезон | Регулярный сезон | Регулярный сезон | Серия плей-офф | Серия плей-офф | Серия плей-офф | Серия плей-офф | Серия плей-офф | Серия плей-офф | Серия плей-офф | Серия плей-офф | Серия плей-офф | Серия плей-офф | Серия плей-офф |
| Сезон                                                                                    | Команда     | GP               | GS               | MPG              | FG%              | 3P%              | FT%              | RPG              | APG              | SPG              | BPG              | PPG              | GP             | GS             | MPG            | FG%            | 3P%            | FT%            | RPG            | APG            | SPG            | BPG            | PPG            |
| ---------------------------------------------------------------------------------------- | ----------- | ---------------- | ---------------- | ---------------- | ---------------- | ---------------- | ---------------- | ---------------- | ---------------- | ---------------- | ---------------- | ---------------- | -------------- | -------------- | -------------- | -------------- | -------------- | -------------- | -------------- | -------------- | -------------- | -------------- | -------------- |
| 1976/77                                                                                  | Канзас-Сити | 82               |                  | 16,3             | 44,9             |                  | 84,7             | 4,4              | 1,5              | 0,4              | 0,6              | 6,0              | Не участвовал  | Не участвовал  | Не участвовал  | Не участвовал  | Не участвовал  | Не участвовал  | Не участвовал  | Не участвовал  | Не участвовал  | Не участвовал  | Не участвовал  |
| 1977/78                                                                                  | Сан-Антонио | 16               |                  | 15,7             | 57,7             |                  | 85,3             | 2,9              | 1,1              | 0,2              | 0,6              | 5,6              | Не участвовал  | Не участвовал  | Не участвовал  | Не участвовал  | Не участвовал  | Не участвовал  | Не участвовал  | Не участвовал  | Не участвовал  | Не участвовал  | Не участвовал  |
| 1977/78                                                                                  | Милуоки     | 17               |                  | 9,1              | 41,2             |                  | 80,8             | 1,7              | 0,7              | 0,2              | 0,4              | 2,9              | 3              |                | 6,0            | 20,0           |                | -              | 0,3            | 0,3            | 0,3            | 0,0            | 0,7            |
|                                                                                          | Всего       | 115              |                  | 15,2             | 46,2             |                  | 84,4             | 3,8              | 1,3              | 0,3              | 0,6              | 5,5              | 3              |                | 6,0            | 20,0           |                | -              | 0,3            | 0,3            | 0,3            | 0,0            | 0,7            |
| Наведите курсор мыши на аббревиатуры в заголовке таблицы, чтобы прочесть их расшифровку. |             |                  |                  |                  |                  |                  |                  |                  |                  |                  |                  |                  |                |                |                |                |                |                |                |                |                |                |                |

### Статистика в NCAA
| Сезон | Команда    | Conf  | Class | GP | GS | MPG | FG%  | 3P% | FT%  | RPG  | APG | SPG | BPG | PPG  |
| --- | ---------- | ----- | ----- | -- | -- | --- | ---- | --- | ---- | ---- | --- | --- | --- | ---- |
| 1965/66 | Бригам Янг | WAC   | SO    | 23 |    |     | 56,5 |     | 71,4 | 7,7  |     |     |     | 6,0  |
| 1966/67 | Бригам Янг | WAC   | JR    | 23 |    |     | 54,7 |     | 67,2 | 5,7  |     |     |     | 8,4  |
| 1967/68 | Бригам Янг | WAC   | SR    | 25 |    |     | 50,2 |     | 69,7 | 10,1 |     |     |     | 14,8 |
| Всего | Всего      | Всего | Всего | 71 |    |     | 52,6 |     | 69,4 | 7,9  |     |     |     | 9,9  |
| Наведите курсор мыши на аббревиатуры в заголовке таблицы, чтобы прочесть их расшифровку Статистика приведена с сайта sports-reference.com |            |       |       |    |    |     |      |     |      |      |     |     |     |      |